# Mike Gibbs
Michael Clement Irving (Mike) Gibbs (Salisbury, 25 september 1937) is een Britse jazzmuzikant (trombone, piano), die vooral als arrangeur en componist naar voren is gekomen. Sinds 1974 doceert hij compositie aan Berklee.

## Biografie
Na zijn opleiding aan het Berklee College of Music en bij Gunther Schuller, George Russell en J.J. Johnson aan de Lenox School of Jazz en aan het New England Conservatory, kreeg hij les in Tanglewood door Aaron Copland, Iannis Xenakis, Lukas Foss en opnieuw Schuller. In 1963 arrangeerde hij een eerste album voor Gary Burton. Vanaf 1965 woonde hij in het Verenigd Koninkrijk, waar hij aanvankelijk werkte als arrangeur voor Graham Collier, John Dankworth, Tubby Hayes en als studiomuzikant. Later orkestreerde hij voor Manfred Mann, Buddy Rich, Joni Mitchell, John McLaughlin, Uriah Heep, Michael Mantler, Peter Gabriel, Chris Hinze, Jaco Pastorius (o.a. op Word of Mouth), Whitney Houston en Marianne Faithfull, maar ook voor het orkest Kurt Edelhagen en verschillende Europese omroepen, waar hij onder meer samenwerkte met Gary Burton en Joachim Kühn. Zijn composities zijn opgenomen door Burton, Stan Getz, Cleo Laine, Stanley Clarke en anderen.
Gibbs is sinds circa 1970 een van de toonaangevende jazzcomponisten en arrangeurs. Voortbouwend op Gil Evans, Charles Ives en Olivier Messiaen heeft hij zijn eigen stijl en geluid gevonden, waarin rockjazz-elementen passen. Daarnaast heeft Michael Gibbs sinds het begin van de jaren 1970 ook de muziek geschreven voor verschillende film- en televisieproducties, waaronder In the Fangs of Madame Sin van David Greene in 1972, American Roulette van Maurice Hattin in 1988, The Whore van Ken Russell in 1991 en voor Close My Eyes  van Stephen Poliakoff in 1992 en voor Hard Boiled van John Woos.

## Onderscheidingen
Zijn debuutalbum Michael Gibbs uit 1970 stond in 1998 op de lijst van 100 Records That Set the World on Fire (While No One Was Listening) van The Wire.

## Discografie

### Als leader
- 1970: Michael Gibbs (Deram)
- 1971: Tanglewood 63 (Deram)
- 1974: In the Public Interest met Gary Burton (Polydor)
- 1974: Seven Songs for Quartet and Chamber Orchestra (ECM)
- 1975: Directs the Only Chrome Waterfall Orchestra (Bronze)
- 1975: Will Power met Neil Ardley, Ian Carr, Stan Tracey (Argo)
- 1995: Europeana: Jazzphony No. 1 met Joachim Kuhn (ACT)
- 2001: Nonsequence (Provocateur)
- 2011: Here's a Song for You met de NDR Big Band, Norma Winstone (Fuzzy Moon)
- 2012: Back in the Days met de NDR Big Band (Cuneiform)
- 2013: Mike Gibbs + 12 play Gil Evans (Whirlwind Recordings)
- 2015: In My View met de NDR Big Band (Cuneiform)
- 2015: Play a Bill Frisell Set List met de NDR Big Band (Cuneiform)
- 2018: Festival 69 met Gary Burton (Turtle)
- 2018: MIKE GIBBS BAND Symphony Hall Birmingham 1991 - feat. John Scofield Trio, (DuskFire Co.Uk)

### Scores
- 1971: Secrets
- 1972: Madame Sin
- 1975: Intimate Reflections
- 1987: Housekeeping (Varèse Sarabande)
- 1991: Close My Eyes
- 1991: Iron & Silk (The Fine Line)
- 1993: Century
- 1993: Hard Boiled (The Fine Line)
- 1994: Being Human  (Varèse Sarabande)
- 1994: Century/Close My Eyes (The Fine Line)

### Als sideman
- 1967: Graham Collier, Deep Dark Blue Centre (Deram, 1967)
- 1972: Barry Guy/The London Jazz Composers' Orchestra, Ode (Incus, 1972)
- 2014: Nguyên Lê, NDR Big Band, Celebrating the Dark Side of the Moon (ACT)
- 2015: Eberhard Weber, Pat Metheny, et. al., Hommage à Eberhard Weber (ECM)

## Filmografie
- 1972: Madame Sin
- 1986: American Roulette
- 1987: Housekeeping
- 1988: American Roulette
- 1989: Riding the Edge
- 1989: Breaking In
- 1990: Iron & Silk
- 1991: Whore
- 1992: Whore
- 1992: Hard Boiled
- 1994: Being Human
- 2000: Purely Belter

- Biblioteca Nacional de España: XX1276890
- Bibliothèque nationale de France: cb13894439x (data)
- Gemeinsame Normdatei: 13438461X
- International Standard Name Identifier: 0000 0000 5934 874X
- Library of Congress Control Number: n93086829
- MusicBrainz: b356db98-76fc-4e9c-98ed-a1dfb575e922
- Nationale Bibliotheek van Tsjechië: xx0170773
- Nederlandse Thesaurus van Auteursnamen: 315542470
- Virtual International Authority File: 17407427
- WorldCat: E39PBJhxktwDMXbbXWjdQJvT73